# Benjamin W. Leigh
Benjamin W. Leigh (Chesterfield megye, 1781. június 18. – Richmond, 1849. február 2.) az Amerikai Egyesült Államok szenátora (Virginia, 1834–1836).